# Sommery
Sommery és un municipi francès situat al departament del Sena Marítim i a la regió de Normandia. L'any 2007 tenia 706 habitants.

## Demografia

### Població
El 2007 la població de fet de Sommery era de 706 persones. Hi havia 277 famílies de les quals 61 eren unipersonals (16 homes vivint sols i 45 dones vivint soles), 94 parelles sense fills, 110 parelles amb fills i 12 famílies monoparentals amb fills.
La població ha evolucionat segons el següent gràfic:
Habitants censats

### Habitatges
El 2007 hi havia 338 habitatges, 285 eren l'habitatge principal de la família, 35 eren segones residències i 18 estaven desocupats. 334 eren cases i 2 eren apartaments. Dels 285 habitatges principals, 211 estaven ocupats pels seus propietaris, 66 estaven llogats i ocupats pels llogaters i 8 estaven cedits a títol gratuït; 3 tenien una cambra, 18 en tenien dues, 71 en tenien tres, 99 en tenien quatre i 94 en tenien cinc o més. 206 habitatges disposaven pel capbaix d'una plaça de pàrquing. A 127 habitatges hi havia un automòbil i a 124 n'hi havia dos o més.

### Piràmide de població
La piràmide de població per edats i sexe el 2009 era:
| Homes | Edats   | Dones |
| ----- | ------- | ----- |
| 0     | 95 o +  | 0     |
| 0     | 90 a 94 | 0     |
| 4     | 85 a 89 | 12    |
| 4     | 80 a 84 | 16    |
| 16    | 75 a 79 | 24    |
| 24    | 70 a 74 | 12    |
| 20    | 65 a 69 | 36    |
| 0     | 60 a 64 | 12    |
| 16    | 55 a 59 | 12    |
| 24    | 50 a 54 | 20    |
| 20    | 45 a 49 | 20    |
| 24    | 40 a 44 | 12    |
| 20    | 35 a 39 | 24    |
| 24    | 30 a 34 | 20    |
| 28    | 25 a 29 | 24    |
| 20    | 20 a 24 | 12    |
| 8     | 15 a 19 | 20    |
| 24    | 10 a 14 | 16    |
| 28    | 5 a 9   | 8     |
| 24    | 0 a 4   | 40    |

## Economia
El 2007 la població en edat de treballar era de 439 persones, 321 eren actives i 118 eren inactives. De les 321 persones actives 282 estaven ocupades (154 homes i 128 dones) i 38 estaven aturades (20 homes i 18 dones). De les 118 persones inactives 29 estaven jubilades, 37 estaven estudiant i 52 estaven classificades com a «altres inactius».

### Ingressos
El 2009 a Sommery hi havia 306 unitats fiscals que integraven 779,5 persones, la mediana anual d'ingressos fiscals per persona era de 15.391 €.

### Activitats econòmiques
Dels 27 establiments que hi havia el 2007, 1 era d'una empresa extractiva, 1 d'una empresa alimentària, 4 d'empreses de fabricació d'altres productes industrials, 4 d'empreses de construcció, 6 d'empreses de comerç i reparació d'automòbils, 3 d'empreses d'hostatgeria i restauració, 1 d'una empresa immobiliària, 4 d'empreses de serveis, 1 d'una entitat de l'administració pública i 2 d'empreses classificades com a «altres activitats de serveis».
Dels 7 establiments de servei als particulars que hi havia el 2009, 1 era un paleta, 3 lampisteries, 1 perruqueria i 2 restaurants.
Dels 2 establiments comercials que hi havia el 2009, 1 era una botiga de menys de 120 m² i 1 una fleca.
L'any 2000 a Sommery hi havia 38 explotacions agrícoles que ocupaven un total de 1.140 hectàrees.

## Equipaments sanitaris i escolars
El 2009 hi havia una escola elemental integrada dins d'un grup escolar amb les comunes properes formant una escola dispersa.

## Poblacions més properes
El següent diagrama mostra les poblacions més properes.